# 哈丁維爾 (伊利諾伊州)
哈丁維爾（英語：Hardinville）是位於美國伊利諾伊州克勞福德縣的一個非建制地區。該地的面積和人口皆未知。

## 地理
哈丁維爾的座標為39°54′58″N 87°50′13″W / 39.91611°N 87.83694°W，而該地的平均海拔高度為155米（即509英尺）。